# Экономика Калифорнии

Экономические регионы Калифорнии

Калифорния является самым населённым и одним из наиболее экономически развитых штатов США, она занимает первое место среди всех штатов страны по объёму валового внутреннего продукта (если бы Калифорния была отдельным государством, по состоянию на май 2018 года её экономика занимала бы 5-е место в мире).
Калифорния делится на девять экономических регионов: Северная Калифорния (округа Дел-Норт, Сискию, Модок, Гумбольдт, Тринити, Мендосино, Лейк, Лассен, Плумас, Сьерра и Невада), Северная долина Сакраменто (округа Шаста, Техейма, Гленн, Бьютт и Колуса), Большое Сакраменто (округа Сакраменто, Йоло, Саттер, Юба, Пласер и Эль-Дорадо), Зона залива (округа Сонома, Напа, Солано, Марин, Сан-Франциско, Сан-Матео, Санта-Круз, Контра-Коста, Аламида, Санта-Клара и Сан-Бенито), Центральное побережье (округа Монтерей, Сан-Луис-Обиспо и Санта-Барбара), Долина Сан-Хоакин (округа Сан-Хоакин, Станислаус, Мерсед, Мадера, Фресно, Кингс, Туларе и Керн), Центральная Сьерра (округа Амадор, Калаверас, Алпайн, Туалэми, Марипоса, Моно и Иньо), Южная Калифорния (округа Лос-Анджелес, Вентура, Ориндж, Сан-Бернардино и Риверсайд) и Южная граница (округа Сан-Диего и Импириал).
В штате расположена знаменитая Кремниевая долина — центр информационных технологий, электронной промышленности и научных исследований.

## Структура

ВВП Калифорнии по секторам (2008)

С 1940 по 1985 год население Калифорнии выросло с 6,9 до 26,4 млн человек, а её доля в обрабатывающей промышленности страны — с 4,6 % до 11,4 % (во многом благодаря стремительному развитию военно-промышленного комплекса).
По состоянию на 2008 год основными секторами экономики Калифорнии были образование и здравоохранение (18 %), операции с недвижимостью и лизинг (17 %), торговля, транспорт и коммунальное хозяйство (16 %), правительственные услуги (12 %), промышленность (10 %), профессиональные и технические услуги (9 %), информационные технологии (6 %), финансы и страхование (6 %), строительство (4 %), сельское хозяйство и горнодобыча (2 %).
В 1983 году ведущими секторами экономики Калифорнии были обрабатывающая промышленность (20 %), торговля (17 %), сфера услуг (17 %), финансы (17 %), сельское и лесное хозяйство и рыболовство (2 %).

## Занятость
Большую роль в сфере занятости Калифорнии играют правительственные структуры: вооружённые силы, полиция округов и городов, Федеральное бюро расследований, пенитенциарная система (штата и федеральная), Служба внутренних доходов, Почтовая служба. Среди крупнейших государственных работодателей штата выделяются военно-морская база Сан-Диего (43 тыс.), департамент шерифа округа Лос-Анджелес со штаб-квартирой в Монтерей-Парк (20 тыс.), авиабаза Эдвардс (16 тыс.), авиабаза Пойнт-Мугу (9,8 тыс.), департамент полиции Лос-Анджелеса (9 тыс.), авиабаза Лемур (8,3 тыс.), комплекс Министерства внутренних дел в Менло-Парк (7 тыс.).

## Сфера услуг

### Финансы
В Калифорнии базируются крупные банки, страховые и финансовые компании: Wells Fargo (Сан-Франциско), Visa (Сан-Франциско), Charles Schwab (Сан-Франциско), Franklin Resources (Сан-Матео), First Republic Bank (Сан-Франциско), East West Bank (Пасадина), City National Bank (Лос-Анджелес). Кроме того, в штате широко представлена филиальная сеть крупнейших банков и страховых компаний США (Bank of America, JPMorgan Chase, Citigroup, State Farm Insurance, Aetna).

### Торговля
В штате расположены штаб-квартиры крупных торговых компаний: Gap (Сан-Франциско), Safeway (Плезантон), Ross Stores (Плезантон), Cost Plus (Окленд), Raley’s (Вест-Сакраменто), Save Mart / Lucky Stores (Модесто), Trader Joe's (Монровия), Forever 21 (Лос-Анджелес), Vallarta (Сан-Фернандо), PC Mall (Эль-Сегундо). Среди крупнейших работодателей в этой сфере выделяются сети Target, Walmart, Safeway, Albertsons, The Home Depot, Best Buy, Costco, IKEA, Staples, Carquest, Macy’s, Sears, JCPenney, WinCo Foods, Kohl’s, Nordstrom.

### Транспорт и логистика
В Калифорнии расположены крупные морские порты Лонг-Бич, Лос-Анджелес, Ричмонд, Окленд, Сан-Диего, Стоктон, Сан-Франциско и Редвуд-Сити. В пятёрку крупнейших международных аэропортов штата входят Лос-Анджелеса, Сан-Франциско, Сан-Диего, Окленда и Сакраменто. Среди наиболее оживлённых автомагистралей Калифорнии — I-5 (Сан-Диего — Сиэтл), I-8 (Сан-Диего — Аризона), I-10 (Лос-Анджелес — Флорида), I-15 (Сан-Диего — Монтана), I-40 (Барстоу — Северная Каролина), I-80 (Сан-Франциско — Нью-Джерси).
Среди крупнейших работодателей в этой сфере выделяются United Parcel Service в Болдуин-Парк (1,1 тыс.).

### Информационные технологии
В Калифорнии базируются крупные операторы интернет-услуг и производители программного обеспечения: Google (Маунтин-Вью), Oracle (Редвуд-Сити), eBay (Сан-Хосе), Yahoo! (Саннивейл), Symantec (Маунтин-Вью), VMware (Пало-Альто), Adobe Systems (Сан-Хосе), Facebook (Менло-Парк), Intuit (Маунтин-Вью), Salesforce.com (Сан-Франциско), LinkedIn (Маунтин-Вью). Среди крупнейших работодателей в этой сфере выделяются Oracle в Редвуд-Сити (8 тыс.) и Плезантоне (1,5 тыс.).

### Телекоммуникации
Среди крупнейших работодателей в этой сфере выделяются AT&T в Сан-Рамоне (2,1 тыс.).

### Индустрия развлечений
В штате расположены штаб-квартиры крупных компаний, работающих в сфере кино, телевидения, музыки, парков развлечений и компьютерных игр: Walt Disney (Бербанк), DirecTV (Эль-Сегундо), Sony Pictures Entertainment (Калвер-Сити), Paramount Pictures (Лос-Анджелес), 20th Century Fox (Лос-Анджелес), Warner Bros. (Бербанк), Universal Studios (Юниверсал-Сити), Electronic Arts (Редвуд-Сити), Activision (Санта-Моника), Blizzard Entertainment (Ирвайн), Zynga (Сан-Франциско). Среди крупнейших работодателей в этой сфере выделяются FX Networks в Лос-Анджелесе (6 тыс.), Sony Pictures Entertainment в Калвер-Сити (6 тыс.), Walt Disney в Бербанке (6 тыс.), Pixar в Эмеривилле (1,3 тыс.).
Азартные игры в Калифорнии ограниченно разрешены, запрещена, например, рулетка. Основной оборот игорной индустрии припадает на казино, которые располагаются на территориях индейских резерваций.

### Туризм
Среди главных туристических центров штата — города Лос-Анджелес и Сан-Франциско, пляжи океанского побережья, парк развлечений Диснейленд в Анахайме, национальные парки Йосемитский, Секвойя, Кингз-Каньон и Долина Смерти.

### Здравоохранение и медицина

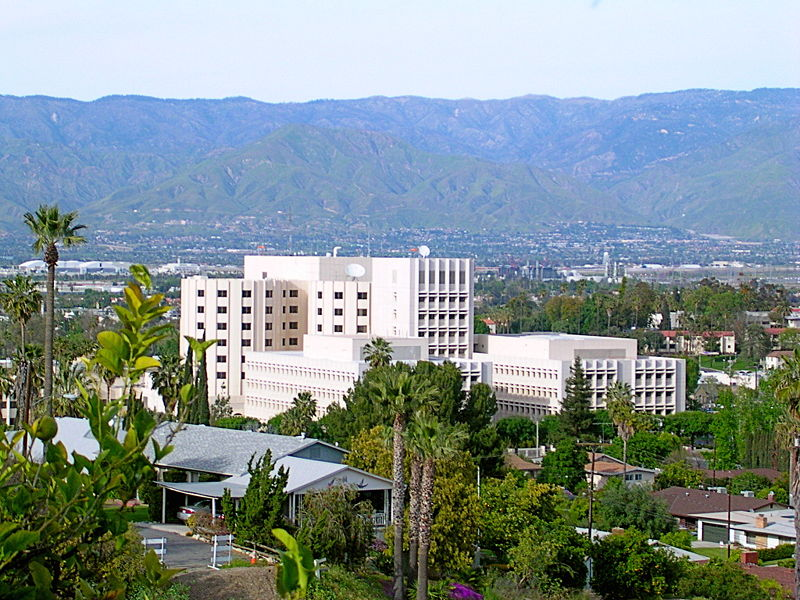
Медицинский центр университета в Лома-Линда

В Калифорнии базируются крупные компании, работающие в сфере здравоохранения и медицинских услуг: Kaiser Permanente (Окленд), Sutter Health (Сакраменто), Health Care Property Investors (Лонг-Бич), Health Net (Лос-Анджелес), Sharp HealthCare (Сан-Диего), AHMC Healthcare (Альгамбра), John Muir Health (Уолнат-Крик), Adventist Health (Розвилл), HealthCare Partners (Торранс).
Среди крупнейших работодателей в этой сфере выделяются медицинский центр Калифорнийского университета в Лос-Анджелесе (35,5 тыс.), больница Sharp Memorial в Сан-Диего (13,5 тыс.), медицинский центр Cedars-Sinai в Лос-Анджелесе (10 тыс.), медицинский центр университета в Лома-Линда (9 тыс.), медицинский центр Los Angeles County + University of Southern California в Лос-Анджелесе (8 тыс.), медицинский центр Community Regional во Фресно (6 тыс.), медицинский центр Santa Clara Valley в Сан-Хосе (6,1 тыс.), компания AHMC Healthcare (6 тыс.), детская больница университета в Лома-Линда (6 тыс.), медицинский центр UC Davis в Сакраменто (6 тыс.), больница Kaiser Sunset в Лос-Анджелесе (5,2 тыс.), медицинский центр Long Beach Memorial в Лонг-Бич (5,2 тыс.), Blue Shield of California в Сан-Франциско (5 тыс.), John Muir Health в Уолнат-Крик (4,6 тыс.), медицинский центр Alta Bates Summit в Беркли (3,1 тыс.), медицинский центр Saint Agnes во Фресно (2,8 тыс.).

### Недвижимость
В штате базируются крупные компании, работающие в сфере недвижимости: Health Care Property Investors (Лонг-Бич), Public Storage (Глендейл), Prologis (Сан-Франциско), CBRE Group (Лос-Анджелес), Macerich (Санта-Моника).

### Наука и образование
Среди крупнейших работодателей в этой сфере выделяются Калифорнийский университет в Лос-Анджелесе (27,5 тыс.), Калифорнийский университет в Дэвисе (20,3 тыс.), Калифорнийский университет в Сан-Франциско (17,4 тыс.), Калифорнийский университет в Беркли (13,7 тыс.), Калифорнийский университет в Ирвайне (12,2 тыс.), Ливерморская национальная лаборатория (8 тыс.), Исследовательский центр Эймса в Маунтин-Вью (8 тыс.), Калифорнийский университет в Санта-Барбаре (6 тыс.), Национальная лаборатория имени Лоуренса в Беркли (4,2 тыс.).

### Спорт
В Калифорнии базируются спортивные компании 24 Hour Fitness (Сан-Рамон).

## Промышленность
Выделяются электронная, авиаракетная, пищевая, нефтеперерабатывающая и мебельная промышленность, имеются металлургические, металлообрабатывающие, фармацевтические, химические и машиностроительные (промышленное оборудование, приборы и станки) предприятия.

### Электронная промышленность

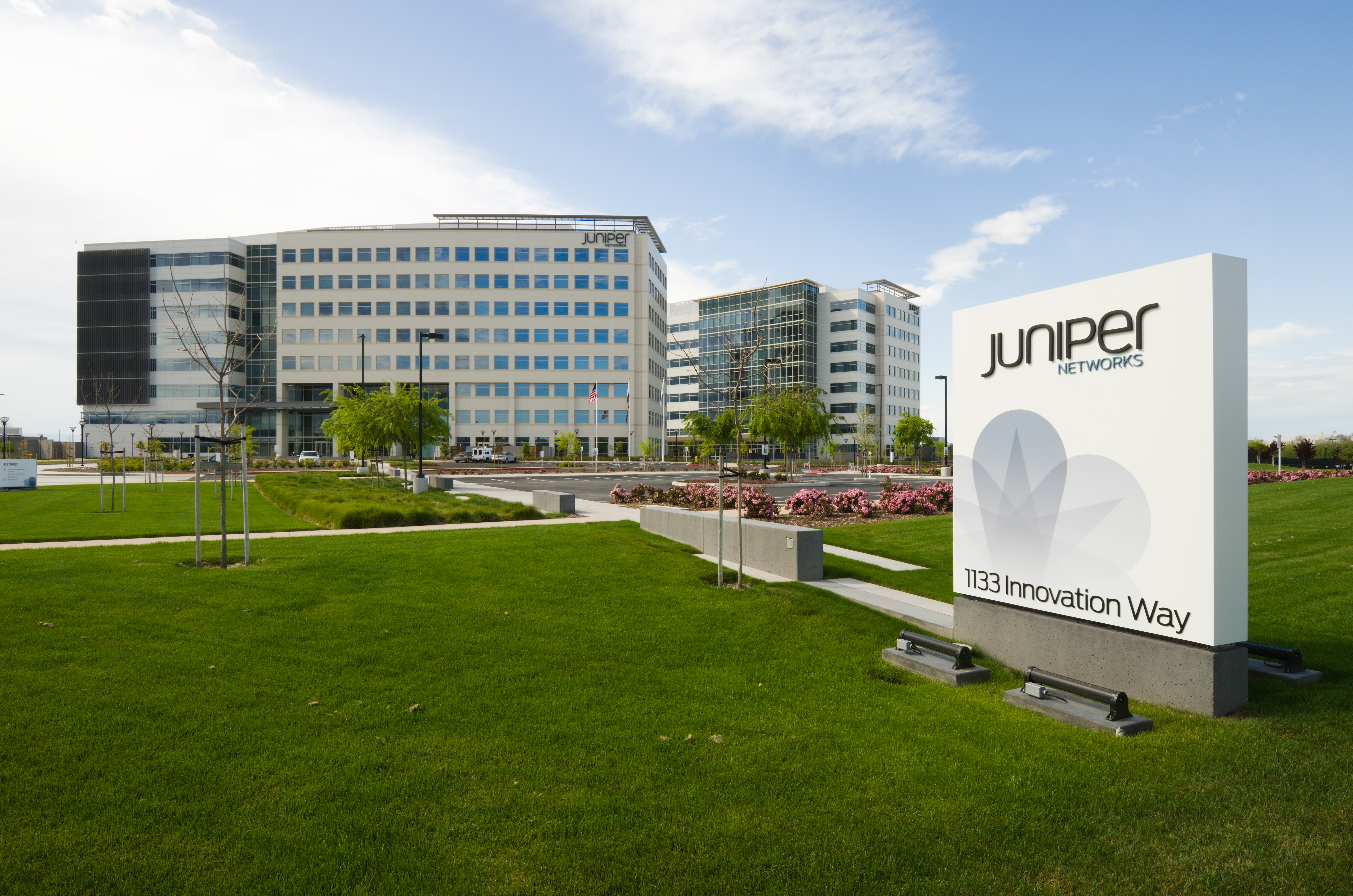
Штаб-квартира Juniper Networks в Саннивейле

В штате расположены штаб-квартиры крупных производителей компьютерной техники, телекоммуникационного и сетевого оборудования, полупроводников и других электронных компонентов: Apple (Купертино), Intel (Санта-Клара), Cisco Systems (Сан-Хосе), Qualcomm (Сан-Диего), Hewlett-Packard (Пало-Альто), Western Digital (Ирвайн), Broadcom (Ирвайн), Agilent Technologies (Санта-Клара), NetApp (Саннивейл), Applied Materials (Санта-Клара), SanDisk (Милпитас), Ingram Micro (Санта-Ана), Altera (Сан-Хосе), KLA Tencor (Милпитас), Nvidia (Санта-Клара), Xilinx (Сан-Хосе), Maxim Integrated (Сан-Хосе), Linear Technology (Милпитас), Juniper Networks (Саннивейл), UTStarcom (Аламида), Seagate Technology (Купертино), Pelco (Кловис).
Среди крупнейших работодателей в этой сфере выделяются Apple в Купертино (34 тыс.), Cisco Systems в Сан-Хосе (10 тыс.), Applied Materials в Санта-Кларе (8,5 тыс.), Intel в Санта-Кларе (7 тыс.) и Фолсоме (5,8 тыс.), Philips Lumileds Lighting в Сан-Хосе (7 тыс.), UTStarcom в Аламиде (2,4 тыс.), Pelco в Кловисе (2,1 тыс.), Western Digital во Фримонте (1,2 тыс.), Seagate Technology во Фримонте (1 тыс.).

### Авиаракетная и космическая промышленность
В штате базируются компании Robinson Helicopter (Торранс). Среди крупнейших работодателей в этой сфере выделяются Lockheed Martin Space Systems в Саннивейле (7,6 тыс.), Boeing в Хантингтон-Бич (6 тыс.), Robinson Helicopter в Торрансе (1,1 тыс.), Northrop Grumman в Азусе (1,1 тыс.), Alcoa Fastening Systems в Торрансе (0,9 тыс.), Scaled Composites в Мохаве.

### Энергетика и нефтегазовая промышленность
В штате широко используются гидроресурсы, ресурсы солнечной, ветряной и геотермальной энергии, добывается нефть и природный газ, по производству электроэнергии Калифорния уступает только Техасу (около трети вырабатывают гидроэлектростанции, значителен импорт электроэнергии и энергоресурсов — газа, нефти и угля). В Калифорнии базируются крупные нефтяные, газовые и энергетические корпорации Chevron (Сан-Рамон), Occidental Petroleum (Лос-Анджелес), Pacific Gas and Electric (Сан-Франциско), Sempra Energy (Сан-Диего), Edison International (Роузмид), Aera Energy (Бейкерсфилд). Среди крупнейших работодателей в этой сфере выделяются Edison International в Роузмиде (4,1 тыс.), Chevron в Сан-Рамоне (3,5 тыс.) и Бейкерсфилде (1 тыс.).

### Фармацевтика и биотехнологии
В штате базируются крупные фармацевтические и биотехнологические компании Amgen (Таузанд-Окс), McKesson (Сан-Франциско), Gilead Sciences (Фостер-Сити), Allergan (Ирвайн), Life Technologies (Карлсбад), Bio-Rad Laboratories (Херкьюлис). Среди крупнейших работодателей в этой сфере выделяются Amgen в Таузенд-Оукс (6,6 тыс.), Bayer в Беркли (1,5 тыс.) и Эмеривиле (0,5 тыс.), Novartis в Эмеривилле (0,8 тыс.).

### Химическая промышленность
В Калифорнии базируются крупные химические компании Clorox (Окленд) и SunPower (Сан-Хосе). Среди крупнейших работодателей в этой сфере выделяются Chevron в Ричмонде, Shell Oil в Мартинесе (0,7 тыс.), ExxonMobil в Торрансе (0,7 тыс.), Dow Chemical в Питтсбурге (0,4 тыс.), SunPower в Ричмонде.

### Пищевая промышленность
В Калифорнии развито виноделие, консервная промышленность, производство прохладительных напитков, соков, пива и крепкого алкоголя (в штате изготавливается 4/5 виноградных вин и изюма, 1/3 сухофруктов, консервированных и свежезамороженных фруктов и овощей страны). В штате четыре главных винодельческих региона: Северное побережье (округа Напа, Сонома, Мендосино и Лейк), Центральное побережье (округа Аламида, Санта-Клара, Санта-Круз, Монтерей, Сан-Луис-Обиспо и Санта-Барбара), Южное побережье (округа Лос-Анджелес, Риверсайд и Сан-Диего) и Центральная долина (округа Юба, Плейсер, Эль-Дорадо, Сакраменто, Сан-Хоакин, Амадор, Калаверас, Туалэми и Марипоса). В штате расположены штаб-квартиры крупных пищевых компаний и производителей напитков: Monster Beverage (Корона), Del Monte Foods (Сан-Франциско), Dole Food Company (Вестлейк-Виллидж).
Среди крупнейших работодателей в этой сфере выделяются Nestle в Глендейле, Grimmway Farms в Бейкерсфилде (3,5 тыс.), Bolthouse Farms в Бейкерсфилде (2 тыс.), Del Monte Foods в Ханфорде (0,4 тыс.), PepsiCo в Хейварде (0,4 тыс.).

### Строительство и производство стройматериалов
В штате расположены штаб-квартиры крупных строительных и проектно-архитектурных компаний, производителей строительных материалов: Jacobs Engineering Group (Пасадина), URS (Сан-Франциско).

### Металлургия
В Калифорнии базируется штаб-квартира компании Reliance Steel & Aluminum (Лос-Анджелес). Среди крупнейших работодателей в этой сфере выделяются U.S. Steel / POSCO в Питтсбурге (0,7 тыс.), Kobe Steel в Хейварде (0,5 тыс.).

### Производство игрушек
В Калифорнии базируется штаб-квартира компании Mattel (Эль-Сегундо).

### Производство медицинского оборудования
В штате базируются крупные производители медицинского оборудования Varian Medical Systems (Пало-Альто), Intuitive Surgical (Саннивейл), CareFusion (Сан-Диего) и Edwards Lifesciences (Ирвайн). Среди крупнейших работодателей в этой сфере выделяются Boston Scientific в Фримонте (1,2 тыс.), Carl Zeiss Meditec в Дублине (0,8 тыс.), Hoffmann–La Roche в Плезантоне (0,4 тыс.).

### Автомобильная промышленность
В Калифорнии базируются американские штаб-квартиры компаний Toyota и Honda. Среди крупнейших работодателей в этой сфере выделяются Toyota Motor Sales в Торрансе (3,4 тыс.), American Honda Motor в Торрансе (2,2 тыс.), Honeywell в Торрансе (1,2 тыс.).

## Сельское хозяйство

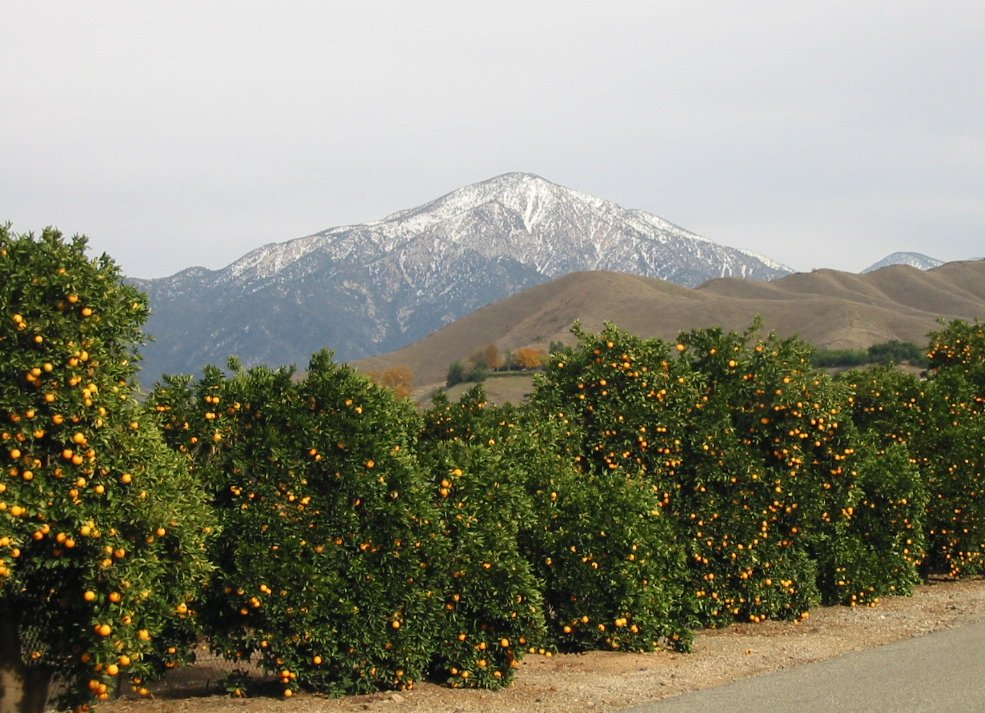
Цитрусовые сады на Лос-анджелесской низменности

По размеру стоимости сельхозпродукции штату принадлежит первое место в стране. В Калифорнии преобладают крупные узкоспециализированные фермы, ведущие интенсивное хозяйство на орошаемых землях и тесно связанные с агропромышленными корпорациями. Фермы широко используют труд наёмных сезонных рабочих, в том числе нелегальных иммигрантов из Мексики. Главной сельскохозяйственной зоной является Большая Калифорнийская долина, орошаемая водами рек Сакраменто, Сан-Хоакин и их притоками. Здесь хорошо развиты садоводство, виноградарство и овощеводство, сосредоточены основные посевы хлопчатника, сахарной свеклы и риса, большая часть мясного и молочного скота. Другим важным сельскохозяйственным районом является Лос-анджелесская низменность, орошаемая в основном подземными водами. Здесь развиты выращивание цитрусовых, винограда, томатов и салата, а также молочное животноводство, однако площади сельхозугодий постоянно сокращаются из-за роста жилой и коммерческой застройки. Третьим сельскохозяйственным ареалом является засушливая долина Импириал, орошаемая водами реки Колорадо. Это важный производитель ранних овощей, хлопка, фуражных культур и мяса.

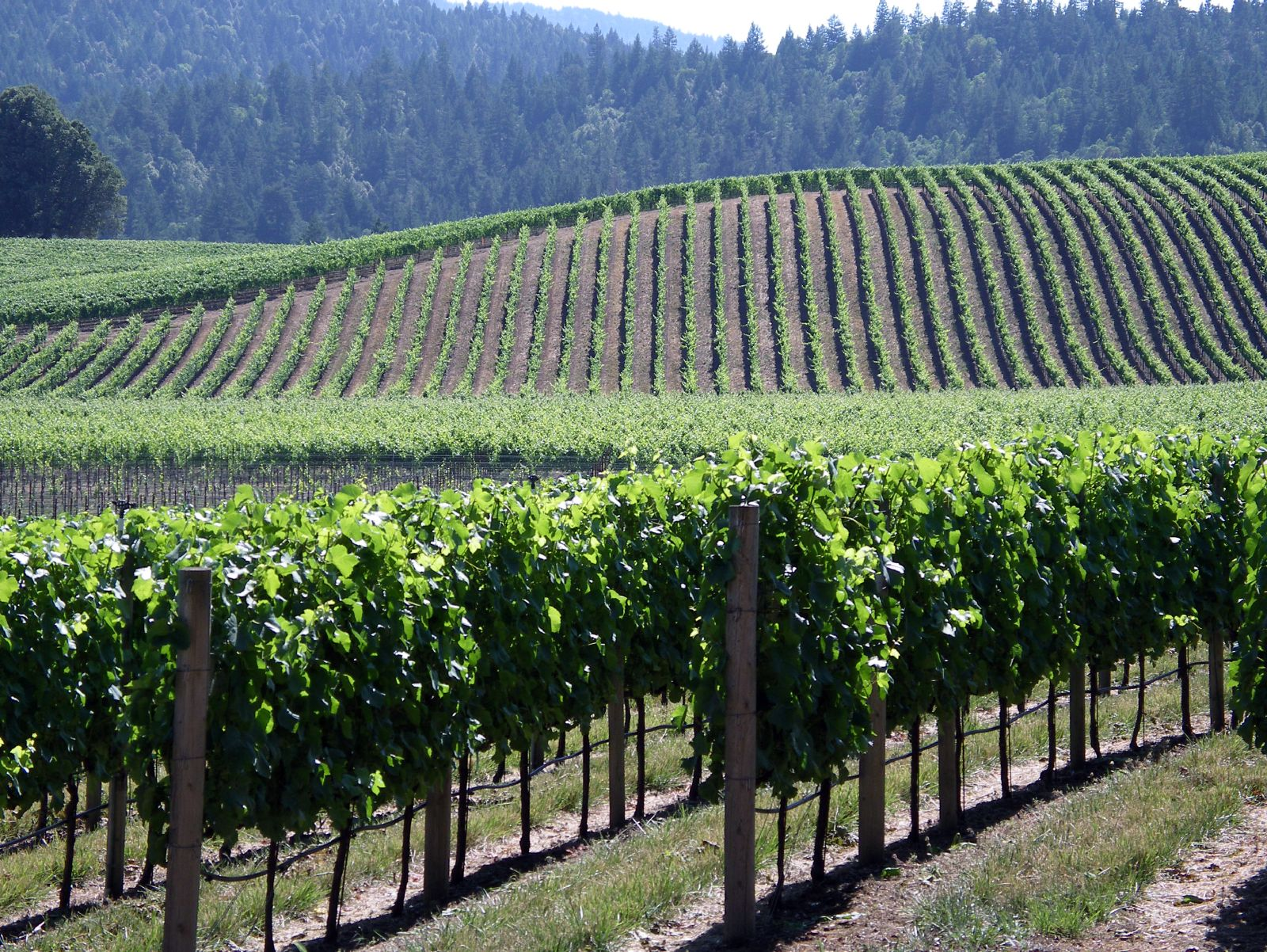
Виноградники в Северной Калифорнии

Благодаря сухим субтропикам средиземноморского типа и удалённости рынков сбыта Калифорния специализируется на производстве продуктов с высокой стоимостью на единицу веса, которые выдерживают длительную транспортировку. Появление вагонов-рефрижераторов и консервной промышленности, а также широкое применение ирригации позволили Калифорнии реализовать свои климатические преимущества. Крупнейшими гидротехническими сооружениями штата являются системы переброски вод внутри Большой Калифорнийской долины из бассейна реки Сакраменто на севере в бассейн реки Сан-Хоакин на юге, а также система акведуков, по которым вода из долин рек Оуэнс и Колорадо поступает в Лос-Анджелес. Доля растениеводства составляет 70 % от стоимости товарной продукции сельского хозяйства, животноводства — 30 %.
В растениеводстве штата ведущую роль играют хлопчатник, сахарная свекла, картофель, рис и сеяные травы. Значительно также производство молока, яиц, говядины и мяса птицы. В национальном масштабе Калифорния остаётся «садом и огородом» страны, производя 2/5 фруктов, овощей и ягод, выращиваемых в США (их доля превышает треть стоимости всей сельхозпродукции штата). По сбору основных фруктов Калифорния лидирует в стране (абрикосы, грецкий орех, виноград, лимоны, сливы, груша, персики, нектарины, апельсины), также значительна доля штата в сборе грейпфрутов, мандаринов, яблок, маслин, миндаля, инжира, авокадо, фиников и вишни. Из основных овощных, ягодных и бахчевых культур Калифорния лидирует в выращивании томатов, салата, лука, моркови, цветной капусты, спаржи, сельдерея, клубники и дынь (большая часть выращенных в штате фруктов и овощей потребляется в свежем виде). Большое развитие в Калифорнии получило цветоводство. Животноводство специализируется на выращивании дойных коров, овец, свиней и бройлеров.